# Misil BVR

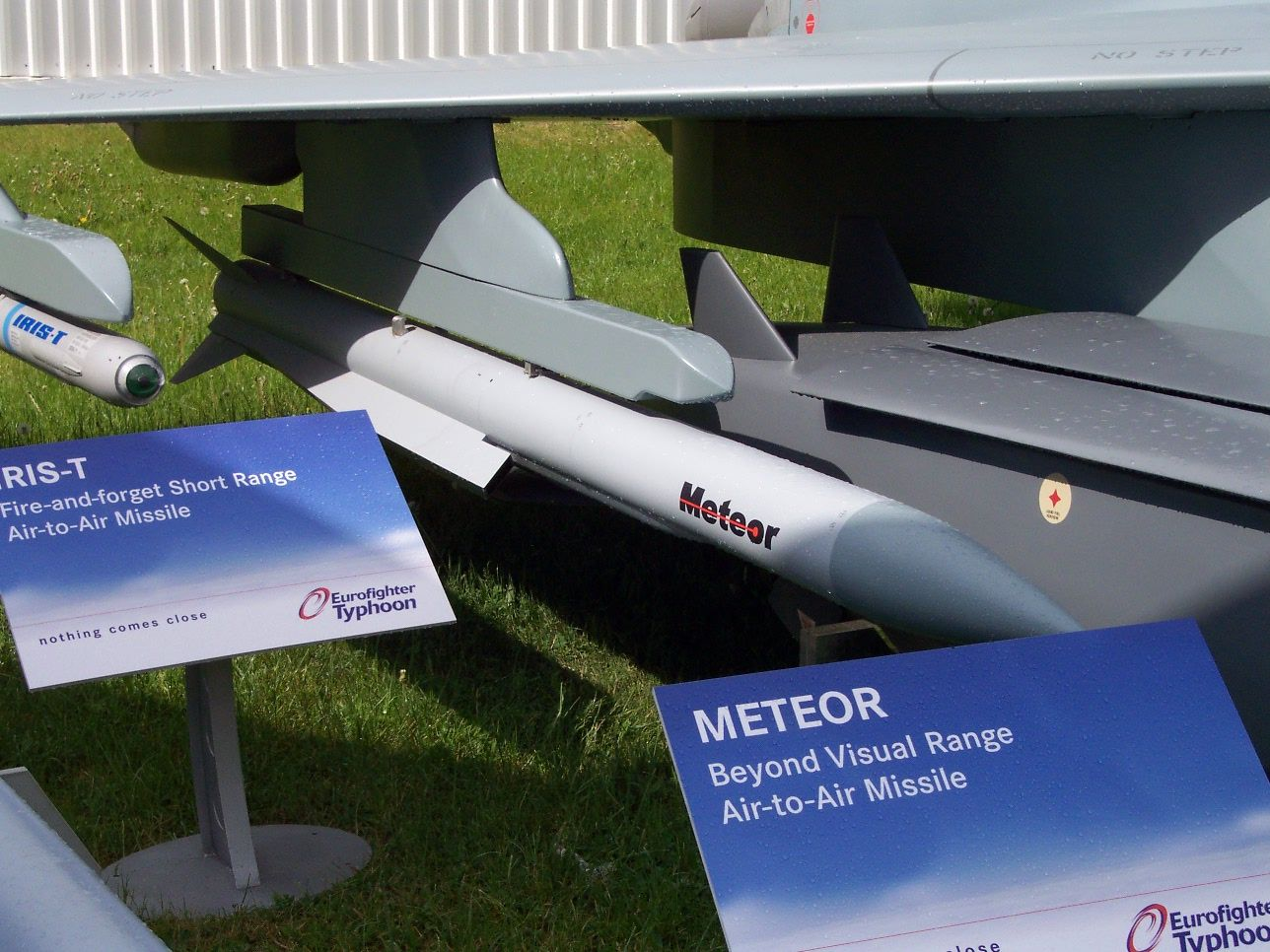
El MBDA Meteor es un misil aire-aire BVR, actualmente en desarrollo.

Un misil BVR (acrónimo en inglés de Beyond Visual Range, lit. ‘más allá del alcance visual’) es un misil aire-aire capaz de funcionar en alcances superiores a las 20 millas náuticas (aprox. 37 km). Este alcance es conseguido mediante motores cohete de pulso dual, es decir, un propulsor y un estatorreactor sostenedor.
Además de la capacidad de alcance, estos misiles también deben ser capaces de seguir su objetivo a esa distancia o adquirir el objetivo en vuelo, con sistemas que realizan correcciones en el vuelo a larga distancia.
Los misiles aire-aire recientes usan guía por radar semiactivo, esto es que el misil usa la radiación producida por el avión que lo ha lanzado para guiarse hacia el objetivo. Los misiles BVR de última generación usan una combinación de radar activo y semiactivo.

## Desarrollos por país
- Serie AIM (AIM-7 Sparrow, AIM 120 AMRAAM, AIM-54 Phoenix)
- MBDA Meteor
- Matra Super 530, MBDA MICA
- Serie Derby de Rafael (Derby, I-Derby, I-Derby-ER)
  -  R-Darter (a partir del Derby israelí))
- Serie Vympel (R-27, R-23, R-33, R-77, R-37)
- Serie PL (PL-12, PL-15, PL-21)
- Serie Sky Sword II (TC-2N, TC-2A, TC-2C)
- Serie DRDO Astra